# Natchez (Mississippi)
Natchez é uma cidade localizada no estado americano de Mississippi, no Condado de Adams.

## Demografia
Segundo o censo americano de 2000, a sua população era de 18.464 habitantes.
Em 2006, foi estimada uma população de 17.162, um decréscimo de 1302 (-7.1%).

## Geografia
De acordo com o United States Census Bureau tem uma área de
35,9 km², dos quais 34,2 km² cobertos por terra e 1,7 km² cobertos por água. Natchez localiza-se a aproximadamente 22 m acima do nível do mar.

## Localidades na vizinhança
O diagrama seguinte representa as localidades num raio de 24 km ao redor de Natchez.

## Personalidades
- Richard Wright (1908-1960), escritor negro, autor de Black Boy, nasceu próximo de Natchez e onde passou a sua infância